# Plagiostenopterina parva
Plagiostenopterina parva är en tvåvingeart som beskrevs av Malloch 1931. Plagiostenopterina parva ingår i släktet Plagiostenopterina och familjen bredmunsflugor. Inga underarter finns listade i Catalogue of Life.